# 함안경찰서
함안경찰서(咸安警察署, Haman Police Station)는 경상남도경찰청이 관할하는 경찰서 중 하나이다. 경상남도 함안군 일대를 관할한다. 경상남도 함안군 가야읍 가야로 85(말산리 596)에 있다.
서장은 총경으로 보한다.

## 기본 정보
- 주소: 경상남도 함안군 가야읍 가야로 85 (말산리 596)
- 우편번호: 637-703

## 관할 파출소 및 지구대
함안경찰서는 7개의 파출소를 산하에 두고 있다.
| 명칭       | 사진 | 주소                  | 관할구역       | 치안센터     |
| ---------- | ---- | --------------------- | -------------- | ------------ |
| 가야파출소 |      | 가야읍 가야로 24      | 가야읍, 산인면 | 산인치안센터 |
| 칠원파출소 |      | 칠원읍 구성길 9       | 칠원읍, 칠북면 | 칠북치안센터 |
| 군북파출소 |      | 군북면 함마대로 822   | 군북면         | 월촌치안센터 |
| 대산파출소 |      | 대산면 대산중앙로 174 | 대산면         |              |
| 칠서파출소 |      | 칠서면 청계2길 39-6   | 칠서면         |              |
| 법수파출소 |      | 법수면 우거북길 48    | 법수면         |              |
| 함안파출소 |      | 함안면 함안대로 11    | 함안면, 여항면 |              |